# NS International

NS International

NS International, anteriormente NS Hispeed, es la marca de NS que opera servicios Intercity internacionales y alta velocidad con conexiones hacia Bélgica (Intercity Direct), Francia (Thalys), Alemania y Suiza (ICE).
NS International es parte de Nederlandse Spoorwegen. Actualmente opera tanto servicios de alta velocidad como de no alta velocidad.

## Historia

NS highspeed

NS Hispeed fue el nombre de un operador ferroviario de los Países Bajos propiedad de la operadora ferroviaria neerlandesa Nederlandse Spoorwegen (90%) y la aerolínea KLM (10%).  
La compañía se formó en el año 2001 bajo el nombre High Speed Alliance para operar trenes de alta velocidad en la Línea de Alta Velocidad HSL-Zuid la cual había empezado a ser construida. 
En 2007 la ex "División Internacional" de NS (NS International) se fusionó en NS Hispeed. Comenzando a operar desde diciembre de 2001 varias rutas, tanto dentro de los Países Bajos como más allá de sus fronteras hasta Alemania y Bélgica, incluyendo servicios ICE a Colonia, así como a varios Intercities a Berlín.
En 2009 NS Hispedd, comenzó a operar servicios de alta velocidad en la HSL-Zuid, la cual conecta con la LAV 4 (Bélgica) Ofrecían servicios desde la estación de Ámsterdam Central, hacia Róterdam con dos trenes por hora, a Breda con dos trenes por hora y con un tren por hora a Amberes y Bruselas. Todos los trenes de Ámsterdam se detendrán en el aeropuerto de Schiphol y en Róterdam. Además de los servicios de Ámsterdam, NS HiSpeed realizaba ocho trenes diarios desde la estación La Haya Central a Bruselas. Los servicios internacionales se realizaban en cooperación con la operadora ferroviaria belga SNCB.
NS HiSpeed encargó 16 nuevos trenes a AnsaldoBreda y con la compañía ferroviaria belga SNCB ordenaron otros tres trenes, que se utilizaron en los servicios nacionales dentro de los Países Bajos y en los servicios a Bruselas. Estos trenes, denominados V250 tenían ocho coches cada uno y una velocidad máxima de 250 km/h.

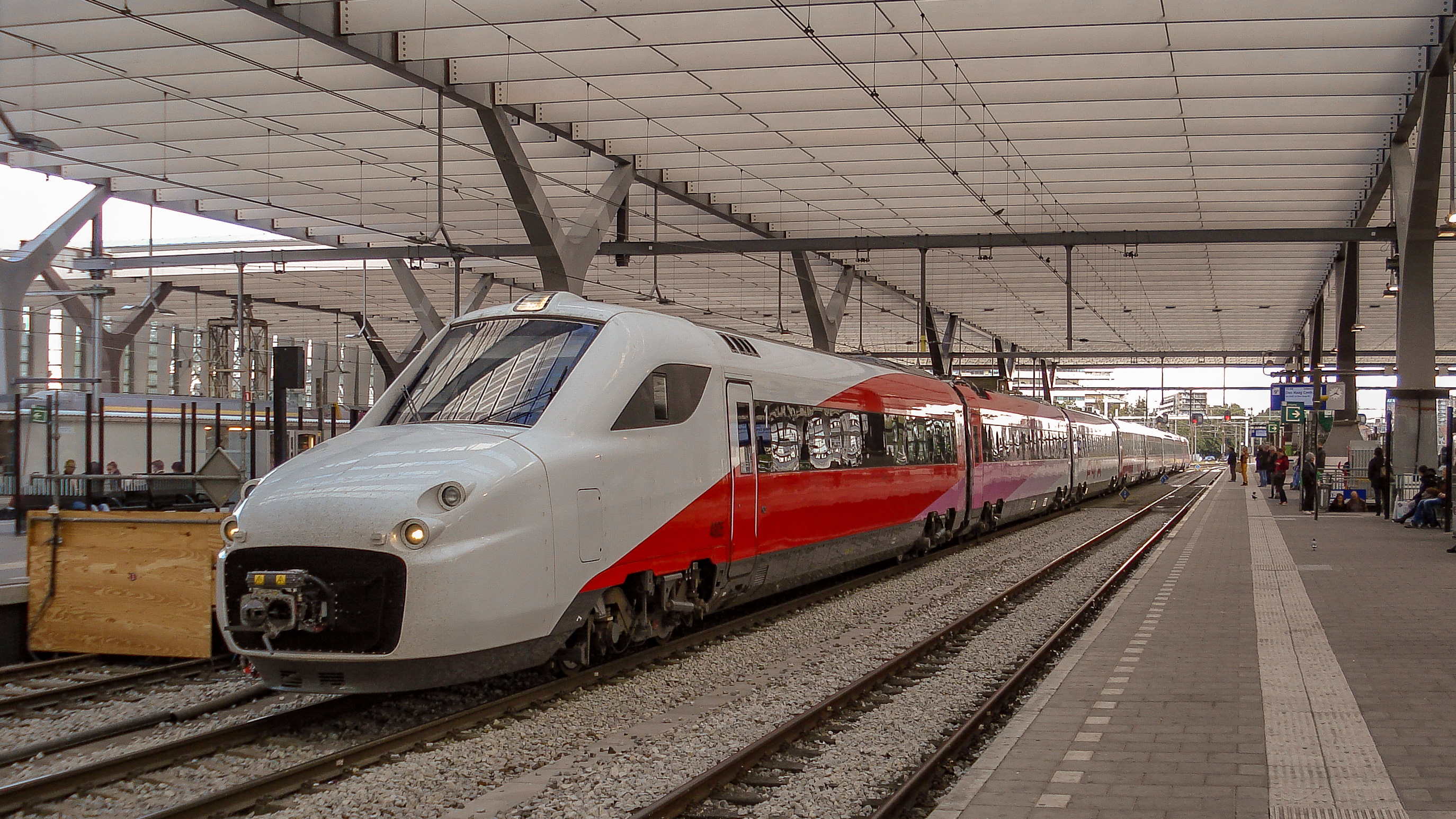
Fyra V250 en Rotterdam Central

Estos trenes iban a circular bajo la marca Fyra, entraron en servicio en diciembre de 2012, cinco años después de lo previsto originalmente. Fueron retirados del servicio al mes siguiente debido a numerosos problemas técnicos. Cuatro meses después, solo dos de los 9 trenes ya entregados todavía podían realizar pruebas de funcionamiento. El pedido se canceló en 2013 y se abandonó todo el proyecto de Fyra.
En junio de 2014, cambiaron su nombre a NS International. 

## Servicios
| Tipo de tren     | Ruta | Frecuencia                                                                                  |
| ---------------- | --- | ------------------------------------------------------------------------------------------- |
| ICE              | Amsterdam Centraal - Utrecht Centraal - Arnhem Centraal - Oberhausen Hbf - Duisburg Hbf - Düsseldorf Hbf - Köln Hbf - Siegburg/Bonn - Frankfurt/Main Flughafen - Mannheim Hbf - Karlsruhe Hbf - Offenburg - Freiburg Hbf - Basilea Bad Bf - Basel SBB               | 1 servicio al día                                                                           |
| ICE              | Amsterdam Centraal - Utrecht Centraal - Arnhem Centraal - Oberhausen Hbf - Duisburg Hbf - Düsseldorf Hbf - Köln Hbf - Frankfurt/Main Flughafen - Frankfurt Hbf | 5 servicios al día                                                                          |
| Intercity        | Amsterdam Centraal - Hilversum – Amersfoort Centraal - Apeldoorn – Deventer - Almelo - Hengelo - Bad Bentheim - Rheine - Osnabrück Hbf - Bad Oeynhausen / Bünde - Minden - Hannover Hbf - Wolfsburg Hbf - Stendal - Berlin-Spandau - Berlin Hbf - Berlin Ostbahnhof | 5 servicios al día a Berlín, 1 servicio al día a Hannover, 1 servicio al día a Bad Bentheim |
| Intercity Direct | Amsterdam Centraal - Schiphol / Den Haag Hollands Spoor - Rotterdam Centraal Breda - Noorderkempen - Antwerpen-Centraal - Antwerpen-Berchem - Mechelen - Aeropuerto Nacional de Bruselas - Bruselas-Norte - Brussel-Centraal - Brussel-Zuid/Midi                    | 1 servicio cada hora                                                                        |
| Thalys           | Amsterdam Centraal - Schiphol - Rotterdam Centraal - Antwerpen-Centraal - Brussel-Zuid/Midi - Paris Nord | 10 servicios al día                                                                         |
| Thalys           | Amsterdam Centraal - Schiphol - Rotterdam Centraal - Antwerpen-Centraal - Brussel-Zuid/Midi - Lille Europa | 1-2 servicios al día                                                                        |
| Thalys           | Amsterdam - Schiphol - Róterdam - Antwerpen-Centraal - Bruselas-Sur - Chambéry-Challes-les-Eaux - Albertville - Moûtiers-Salins-Brides-les-Bains - Aime-La Plagne - Landry - Bourg-Saint-Maurice                                                                    | 1 servicio a la semana en invierno                                                          |
| Thalys           | Amsterdam - Schiphol - Róterdam - Antwerpen-Centraal - Bruselas-Sur - Valence TGV - Avignon TGV - Aix-en-Provence TGV - Marsella | 1 servicio a la semana en verano                                                            |
| Eurostar         | Ámsterdam - Róterdam - Bruselas-Sur - Lille-Europa - Londres St Pancras | 3 servicios al día                                                                          |

## Material rodante
| Clase                         | Ilustración | Velocidad máxima | Fabricación | Servicio |
| Clase                         | Ilustración | km / h           | Fabricación | Servicio |
| ----------------------------- | ----------- | ---------------- | ----------- | --- |
| Serie 43000                   |             | 300              | 1997        | Utilizado para el servicio Thalys |
| DBAG clase 406                |             | 320              | 1999        | Utilizado para el servicio internacional ICE                                                                                                  |
| V250                          |             | 250              | 2008-2010   | Se iban a utilizar trenes para Fyra , pero el pedido se canceló en 2013 y se abandonó todo el proyecto de Fyra.                               |
| ICNG                          |             | 200              | 2020-       | Intercity Nieuwe Generatie La NS ha encargado otros 79 trenes. Esos se utilizarán para el servicio dentro de los Países Bajos.                |
| Siemens Vectron + Coches ICRm |             | 160              | 2019        | Nightjet Amsterdam - Innsbruck/Viena Intercity Ámsterdam - Berlín.                                                                            |
| NS 186 + Coches ICRm          |             | 160              | 2007        | Intercity Direct Ámsterdam – Breda Intercity Ámsterdam – Róterdam Intercity La Haya Central – Eindhoven Intercity direct Ámsterdam – Bruselas |
| NS 1700 + Coches ICRm         |             | 180              | 1993        | Intercity Ámsterdam – Berlín |